# Les Hydropathes

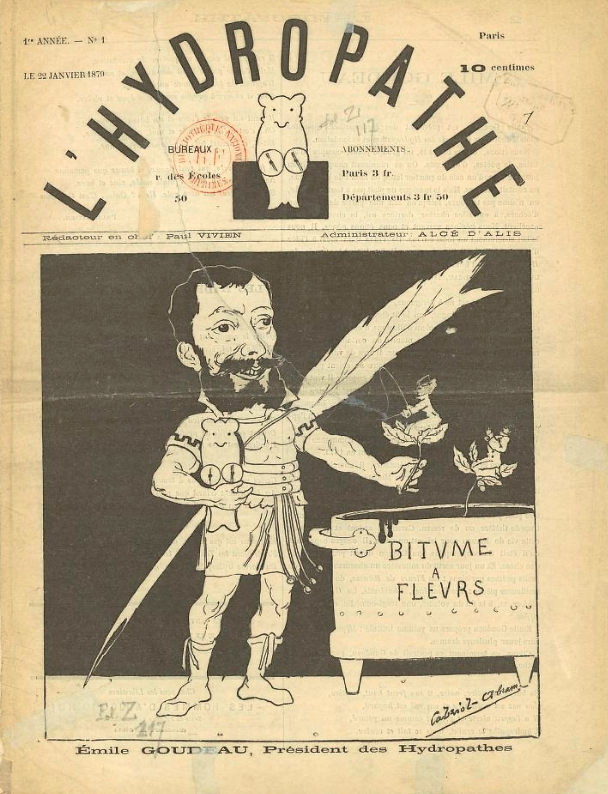
Titelblatt der Januarausgabe 1879 mit Émile Goudeau

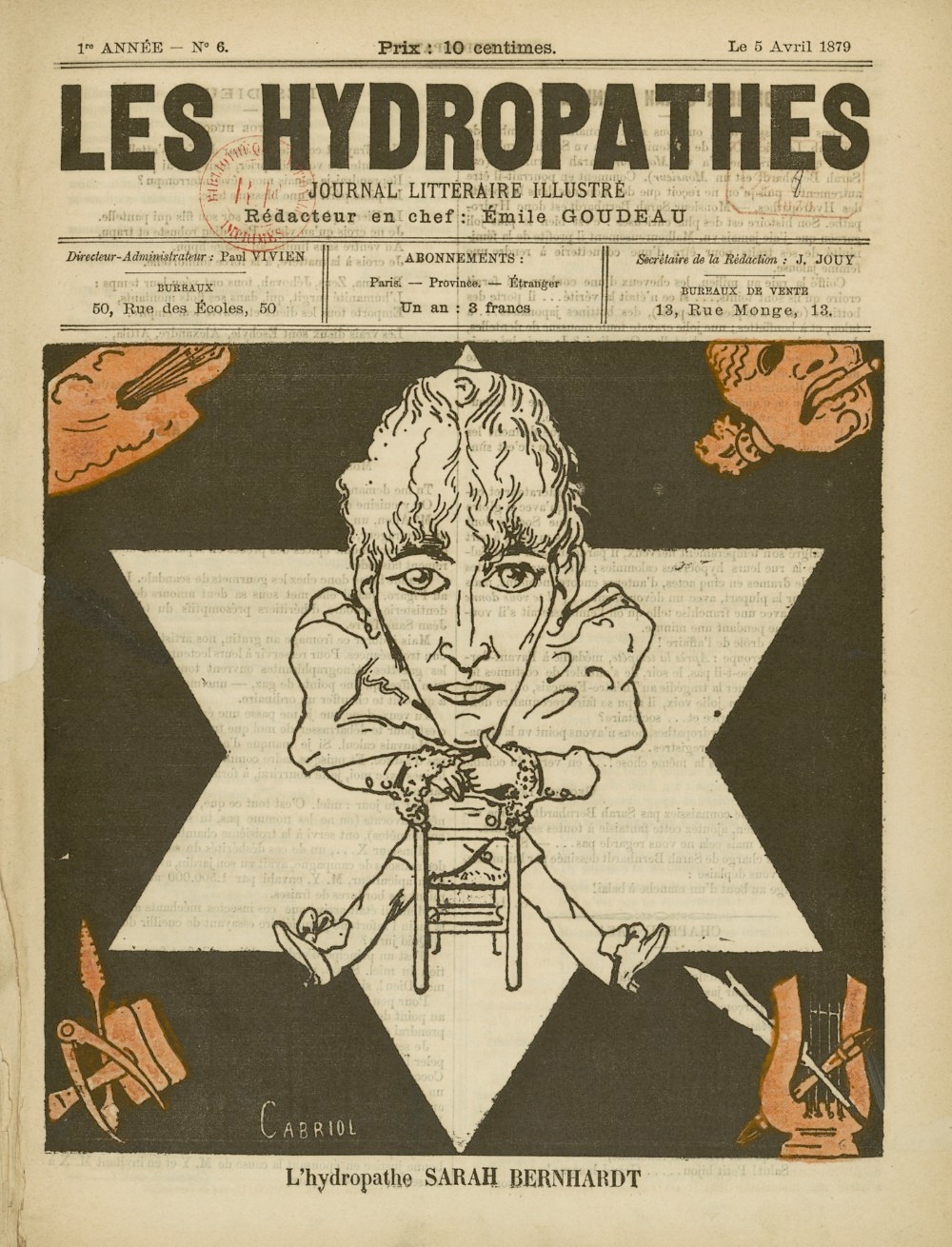
Titelblatt der Aprilausgabe 1879 mit Sarah Bernhardt

Les Hydropathes war ein Pariser Zirkel von Intellektuellen, Malern, Musikern, Autoren und Journalisten. Sie waren frühe Vertreter des Fin de Siècle und seiner Vorläufer wie des Symbolismus in der Literatur und der Bildenden Kunst.

## Der Namen
Im Oktober 1878 gründeten Georges Lorin, der Marquis de Puyferrat, Émile Goudeau, Maurice Rollinat und Charles Cros die Künstlervereinigung Les Hydropathes. Der Name hat die Bedeutung, der an Wasser leidenden. Der Namensursprung ist jedoch ungewiss. Sicher ist, dass Émile Goudeau, der spätere Vorsitzende, der Namensgeber war. Angeblich liebte Goudeau schon als Kind den lustigen Hydropathenwalzer von Josef Gung’l. So wurde der Walzer, mit entsprechendem Text, intoniert. Goudeau wurde nach der Darbietung auf die Musik angesprochen und der Name war geboren. Eine andere Interpretation besagt, die Künstlerbewegung Henri Murgers, die buvant d’eau, die Wassertrinker, seien durch ihren ausgesprochenen Ernst Anlass zu einer Gegenbewegung gewesen. Damit einhergehend, es werde Wein statt Wasser getrunken.

## Geschichte
Gegründet wurden die Hydropathes im Quartier Latin, in einer kleinen Brasserie an der Rue Racine. Die ersten Versammlungen erfolgten in einem kleinen Saal an der Kreuzung von Rue Cujas und Rue Victor-Cousin. Es erfolgte ein Umzug in ein Café, das ebenfalls an der Rive Gauche lag. Es wurde aber ein größerer Veranstaltungsort gesucht und schließlich ein Saal an der Rue de Jussieu gefunden. Das Hauptquartier der Hydropathes befand sich im Souterrain eines Cafés im 5. Arrondissement am Quai Saint-Michel. Oft wurden die Sitzungen jedoch in einem bekannten Lokal, dem La Plume, abgehalten.
In den folgenden Jahren fanden die Auftritte, manchmal mit mehrmonatigen Unterbrechungen, immer samstags statt. Die Veranstaltungen verliefen fast immer stürmisch, tumultös und wurden von Émile Goudeau, mit seinem durchdringenden, südfranzösischen Dialekt geleitet. Zu Hilfe kam ihm sein außerordentliches Geschick für Improvisation. Die Auftritte fanden regelmäßig, nach Ende der Vorstellung, eine Fortsetzung auf den Straßen des Quartier Latin, was von der Politik und nicht zuletzt der Polizei geduldet wurde. Das Programm war poetischer und künstlerischer Natur, bei dem aber gesellschaftliche Missstände, Religion, Moral und nicht zuletzt die Liebe aufs Korn genommen wurden. Es wurde viel gesungen und sowohl monologisch als auch szenisch vorgetragen.
Chansoniers wie Maurice Mac-Nab oder Georges Fragerolle und Komödianten wie Félix Galipaux waren immer mit von der Partie. Aber auch angehende Politiker wagten sich auf die Bühne. So waren auch Gustave Rivet und Stéphen Pichon zu sehen. Daneben noch Maler, Karikaturisten und natürlich auch Dichter.
1881 fanden die Hydropathes im Chat Noir eine feste Spielstätte, was aber nicht allen Mitgliedern gefiel, und so spaltete sich ein Teil in die Les Hirsutes ab. Im Mai 1883 zerfielen die Hydropathes, vereinigten sich aber 1884 wieder mit den Hirsutes, um sich noch im selben Jahr endgültig aufzulösen.
Die Hydropathes hatten ein offizielles Magazin desselben Namens. Dieses erschien zwischen 1878 und 1880 in insgesamt 31 Ausgaben.
Es gab mehrere Gedenkveranstaltungen für die Hydropathes, so fand 1899, noch unter Goudeau, ein einmaliges Bankett statt. 1919 wurde, anlässlich des 20. Jahrestages des letzten Treffens, in der Sorbonne unter der Schirmherrschaft des Bildungsministers Léon Bérards ein großer Hydropathes-Tag veranstaltet. Zum 50-jährigen Gründungsjubiläum fand, ebenfalls an der Sorbonne, eine letzte große Veranstaltung zur Erinnerung an die Hydropathes statt.

## Mitglieder (Auszug)
Der Autor und Verleger Jules Lévy, der selbst Teil der Hydropathes war, bezifferte die Anzahl der ehemaligen Mitglieder auf etwa 180.
| - Alphonse Allais (1854–1905) - Paul Arène (1843–1896) - Sarah Bernhardt (1844–1923) - Léon Bloy (1846–1917) - Paul Bourget (1852–1935) - Ernest Cabaner (1833–1881) - Coquelin Cadet (1848–1909) - Émile Cohl (1857–1938) - François Coppée (1842–1908) - Charles Cros (1842–1888) - Louis Décori (1858–1909) - Georges d’Esparbés (1863–1944) - Georges Fragerolle (1855–1920) - Félix Galipaux (1860–1931) - André Gill (1840–1885) | - Émile Goudeau (1849–1906) - Edmond Haraucourt (1856–1941) - Fernand Icres (1856–1888) - Jules Jouy (1855–1897) - Gustave Kahn (1859–1936) - Marie Krysinska (1857–1908) - Jules Laforgue (1860–1887) - Eugène Le Mouël (1859–1934) - Marcel Legay (1851–1915) - Jules Lévy (1857–1935) - Georges Lorin (1849–1927) - Maurice Mac-Nab (1856–1889) - Guy de Maupassant (1850–1893) - Jean Moréas (1856–1910) - Paul Mounet (1847–1922) | - Marquis de Puyferrat - Stéphen Pichon (1857–1933) - Jean Rameau (1858–1942) - Jean Richepin (1849–1926) - Gustave Rivet (1848–1936) - Georges Rodenbach (1855–1898) - Maurice Rollinat (1846–1903) - Camille de Saint-Croix (1859–1915) - Arthur Sapeck (1854–1891) - Laurent Tailhade (1854–1919) - Joseph Uzanne (1850–1937) - Léon Valade (1841–1884) - Gabriel Vicaire (1848–1900) - Paul Vivien - Gaston Vuidet (1854–1891) |